# Ikalesken
Ikalesken, Ikalensken o Ikales és un topònim ibèric que només apareix en llegendes monetals en escriptura ibèrica meridional. Encara que no hi ha cap prova positiva, s'ha assenyalat la possible relació entre Ikalesken i l'Egelesta citada per Plini el Vell (Naturalis Historia III, 25 i 31, 80) i Estrabó (Geografia III, 4, 9).

## Toponímia
Es desconeix el significat de la paraula, però el sufix ibèric -sken ha permès valorar-la tant com un nom dels habitants d'una ciutat com el d'un conjunt de població amb un hàbitat dispers.

## Localització
Encara que es desconeix la seua localització precisa, existeixen diverses propostes amb suport en criteris epigràfics, filològics, d'homofonia o en la dispersió de les monedes. A. Delgado va observar que les troballes de les monedes de bronze eren molt més freqüents a les províncies de Múrcia, Alacant i València i va proposar localitzar-la al Campello (Alacant). J. Zóbel va mantindre la ubicació a Acci. M. Gómez Moreno la va situar a la Bastetània i es va inclinar per la possibilitat de Cartagena. A. Beltrán la va situar en les proximitats d'Urkesken i F. Mateu i Llopis va proposar Alacant. Però els últims anys, i a causa d'un major coneixement i documentació de troballes monetàries, es pot afirmar amb bastant seguretat que no es tracta d'una seca localitzada en territori valencià, sinó entre els rius Xúquer i Cabriol (Conca), possiblement a Iniesta.

## Troballes monetàries
Ikalesken va encunyar monedes de plata, denaris, amb un pes mitjà de 3,60-3,80 grams. Mostraven en anvers un cap masculí, mirant a dreta, i un genet, amb escut redó, conduint un segon cavall. De la seua presència en alguns tresors es dedueix que cap als anys 115-114 a. C. ja s'havien encunyat els dos terços de tots els denaris, per la qual cosa la data d'inici de les emissions de plata caldria situar-la en les últimes dècades de la primera meitat del segle II a. C. o cap a mitjan aquest mateix segle, i es van deixar d'emetre, probablement, després de la Guerra de Sertori.
També va encunyar diverses emissions de bronze, alguna d'elles en combinació amb les de plata, segons es desprén de la varietat de símbols que acompanyen els dissenys, i que serveixen per distingir-les. Els valors fabricats van ser més variats que en la plata, ja que es coneixen unitats, meitats i quarts; tots ells van mostrar en anvers un cap masculí, mirant a dreta o a esquerra, i en revers un genet conduint un segon cavall, un cavall i un senglar, segons les diverses denominacions. Les dates en les quals es van emetre les monedes de bronze són encara incertes, encara que per totes elles es pot aventurar un marc comprés entre els anys 150 a. C.-50 a. C.